# Před zničením otestujte
Před zničením otestujte (v anglickém originále A Test Before Trying) je 10. díl 24. řady (celkem 518.) amerického animovaného seriálu Simpsonovi. Scénář napsal Joel H. Cohen a díl režíroval Chris Clements. V USA měl premiéru dne 13. ledna 2013 na stanici Fox Broadcasting Company a v Česku byl poprvé vysílán 22. července 2013 na stanici Prima Cool.

## Děj
Trojice školních inspektorů navštíví základní školu ve Springfieldu a oznámí, že žáci musí složit nadcházející standardizovaný test, jinak bude škola uzavřena kvůli nízkým výsledkům jejich studentů. Všichni žáci se zkoušky zúčastní, kromě Barta, který si celý den hraje s broukem. Nakonec neuspějí, což způsobí, že škola je uzavřena a děti jsou poslány do jiných škol. Když se však Líza dozví, že Bart se na zkoušku nedostavil, naléhá na něj, aby ji udělal, ale jemu je to jedno. Následující noc však změní názor, když se mu zdá noční můra, v níž se Springfield stane nejhloupějším městem v zemi. Nastává den Bartovy zkoušky, ale on stále není připraven. V důsledku toho odpoví na několik prvních otázek stejně a poslední odpověď nestihne vyplnit. Hlavní kontrolorka si však splete Bartova černého brouka s jednou z Bartových odpovědí a oznámí, že testem prošel, tak se škola znovu otevře, přičemž do Skinnerovy kanceláře narazí demoliční koule, protože inspektor Chalmers předpokládal, že Bart neuspěje. 
Mezitím pan Burns zvýší cenu elektřiny. V důsledku toho Homer vyhodí své domácí spotřebiče na skládku, kde najde parkovací automat, který stále funguje. Rozhodne se ho postavit na parkovacích místech po celém Springfieldu a přesunout se na jiné, jakmile někdo zaplatí. Plán se mu daří bez problémů, dokud nezjistí, že mu je šéf Wiggum na stopě. Když ho Wiggum konfrontuje, podaří se mu utéct v autě, ale omylem s ním nabourá a parkovací automat vyletí z vozu a tvrdě dopadne na ulici, kde brzy poté vyprší jeho životnost. Když Marge zjistí, že má stále peníze, přiměje Homera, aby je vrátil společnosti tím, že je hodí do studny přání.

## Přijetí

### Hodnocení
Tato epizoda získala rating 2,4 v demografické skupině 18–49 let a sledovalo ji celkem 5,04 milionu diváků, což z ní činí druhý nejsledovanější pořad tohoto večera.

### Přijetí kritikou
Robert David Sullivan z The A.V. Clubu udělil dílu hodnocení B, když řekl: „Pokud jste liberálové, můžete epizodu vnímat jako kritiku strategie ‚testovat, testovat, testovat‘, která se často nabízí jako alternativa k lepšímu financování veřejných škol. Pokud jste konzervativci, můžete se pousmát nad neschopností a unylostí správců veřejných škol. Bartovi je nepochybně jedno, co děláte vy.“.
Joel H. Cohen získal za scénář k této epizodě Cenu Sdružení amerických scenáristů za vynikající scénář k animovanému filmu na 66. ročníku těchto cen.